# Ushahidi

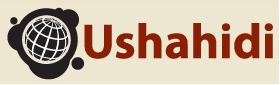
Logo Ushahidi

Ushahidi, Inc. ist ein gemeinnütziges Technologieunternehmen mit Mitarbeitern in neun Ländern, deren Aufgabe es ist, unterprivilegierten Menschen dabei zu helfen, gehört zu werden, und jenen zu helfen, die die Informationen dieser Menschen be- und verarbeiten. Es wurde 2008 von Erik Hersman, Ory Okolloh, Juliana Rotich und David Kobia in der kenianischen Hauptstadt Nairobi gegründet. Die Software Ushahidi war maßgeblich an der Schaffung des kenianischen Tech-Ökosystems beteiligt, das als Silicon Savannah bekannt ist. Seine Mitarbeiter gründeten iHub, Akirachix und BRCK.
Die Organisation verwendet das Konzept des Crowdsourcing für sozialen Aktivismus und öffentliche Rechenschaftspflicht und dient als ein anfängliches Modell für das, was als „Aktivisten-Mapping“ geprägt wurde: die Kombination von sozialem Aktivismus, Bürgerjournalismus und Geoinformationen. Ushahidi bietet Produkte an, die es lokalen Beobachtern ermöglichen, Berichte über ihre Mobiltelefone oder das Internet einzureichen, während sie gleichzeitig ein zeitliches und geospatiales Archiv von Ereignissen erstellen. Die Ushahidi-Plattform wird häufig für Krisenreaktion, Menschenrechtsberichte und Wahlbeobachtung genutzt. Ushahidi (Swahili für Zeugnis, eng verwandt mit Shahidi, was „Zeuge“ bedeutet) erstellte nach der umstrittenen Präsidentschaftswahl in Kenia 2007 eine Website, die per E-Mail und SMS Augenzeugenberichte über Gewalt sammelte und auf einer Google-Maps-Karte ablegte.
Die Software erstellt eine Landkarte und zeichnet darauf ein, welche Beobachtungen an welchen Orten/Stellen von Menschen gemacht wurden.
Die Ushahidi-Plattform wurde über 125.000 Mal in über 160 Ländern eingesetzt, etwa von der Obama-Kampagne für Amerika 2012; dem Department of Field Services und Peacekeeping der Vereinten Nationen als Reaktion auf das Erdbeben in Haiti 2010; um die nigerianischen Wahlen im Jahr 2011 zu überwachen; von der nepalesischen Armee, um auf das Erdbeben von 2015 zu reagieren; in und von lokalen Aktivistengruppen, wie Humanitarian Tracker, um Gewalt gegen syrische Bürger zu dokumentieren; HarassMap, um Frauen zu helfen, über sexuelle Belästigung zu berichten.
Angela Oduor Lungati leitet seit 2019 das Unternehmen.